# 双环汽车
双环汽车是中国民营汽车制造商，建于1988年4月。2002年，双环收购国有公司红星汽车。2016年双环汽车被责令关闭。

## 型号
- 双环来福/来旺（HBJ6460）（1998 - 2003）
- 双环Jiaolian（1998 - 2002）
- 双环来宝S-RV（2003 - 2010）
- 双环SCEO/CEO（2005 - 2011）
- 双环小贵族/Bubble（2004 - 2016）
- 双环SHZJ213（1994 - 1997）

## 画廊
- 双环来福（HBJ6460）
- 双环来旺（HBJ6460）
- 双环来宝S-RV
- 双环SCEO
- 双环小贵族